# 십천군
십천군(十天君), 일성구군(一聖九君), 혹은 금오십천군(金鰲十天君)은 중국 명대의 소설인 봉신연의(封神演義)에 등장하는 절교(截敎)의 선인들이다

## 십천군
- 금광성모(金光聖母): 십천군중 유일하게 여성의 모습을 하고있는 선인. 그녀의 금광진(金光陣)에 도전한 옥허진인의 제자인 소진을 죽이나 연등도인의 부탁을 받은 광성자가 팔괘선의로 그녀의 공격을 막아낸후 던진 번천인에 머리가 깨어져 죽는다.
- 동천군(董天君):본명은 전(全), 풍후진(風吼陣)을 시전하여 뇌붕을 죽이나 도액진인에게 정풍주를 빌린 자항도인에게 기화당한다.
- 백천군(白天君):본명은 예(禮), 열염진(烈焰陣)을 사용하는 선인, 그러나 수인씨의 제자인 육압에게 목이 잘린다.
- 손천군(孫天君):본명은 양(良), 화혈진(化血陣)을 발동시키지만 구룡신화조를 사용한 태을진인이 그를 태워죽인다.
- 왕천군(王天君):본명은 혁(奕), 홍수진(紅水陣)이 장기인 선인, 그러나 도덕진군의 기찬술에 당한다.
- 요천군(姚天君):본명은 빈(斌), 낙혼진(落魂陣)으로 방상과 방필 형제를 살해하나 적정자가 음양경을 사용하여 그를 죽인다.
- 원천군(袁天君):본명은 각(角), 한빙진(寒氷陣)을 개진하여 연등도사의 제자인 설악호를 죽음에 이르게 하나 보현진인이 삼매진화술로 진을 깨버린후 오구검으로 그의 목을 친다.
- 장천군(張天君):본명은 소(紹), 홍사진(紅沙陣)을 펼치나 남극선옹이 홍사를 모두 날려버린다. 그 후 백학동자가 던진 삼보여의주에 머리를 맞아 사망한다.
- 조천군(趙天君):본명은 강(江), 지열진(地裂陣)을 통하여 연등도사의 제자인 한독룡을 소살시키나 그가 다시 내보낸 구류손의 곤선승에 포박당하여 진문에 걸리는 신세가 된다 십절진이 모두 무너진 후에 나타에게 죽음을 당한다.
- 진천군(秦天君):본명은 완(完), 천절진(天絶陣)을 다루는 선인, 금오십천군의 수장이기도 한 그는 문태사의 부탁을 받고 백록도에서 십천군을 규합하여 십절진을 펼쳐 태공망과 대결한다. 문수광법천존의 둔룡장에 의하여 죽는다.

## 십절진(十絶陣)
- 금광진(金光陣):진 안에 21개의 깃대가 서있는 진으로, 각각의 깃대에는 거울이 붙어있다. 금광성모가 주술로 번개를 일으키면 각각의 거울이 빛을 발하며 목표를 태워죽인다.
- 풍후진(風吼陣):진 전체에 선천기가 흐트러져 있어, 진동으로 바람을 일으킨다. 바람은 백만개의 칼을 흔들어 침입자를 토막내고, 만일 기색을 숨겨 진동을 일으키지 않는자가 침입할 경우 술사가 깃발을 흔들경우 그 기세로 칼날이 춤을 추며 침입자를 토막내어버린다.
- 열염진(烈焰陣):진 가운데의 제단에 깃발 세개가 꽂혀있는 진. 술사가 가운데의 깃발을 등진후, 좌우의 깃발을 뽑아 흔들면, 왼손의 깃발에서는 천중화(天中火)가, 오른손의 깃발에서는 지하화(地下火)가 뿜어지고 한가운데의 깃발에서는 백천군의 입을 통하여 삼매화가 뿜어진다.
- 화혈진(化血陣):별다른 진은 없지만 화혈사가 들어있는 통이 놓여있다. 화혈사가 살에 닿는순간 닿은자는 순식간에 피고름으로 바뀌어 버린다.
- 홍수진(紅水陣):진 가운데의 팔괘대에는 호리병 세개가 세워져 있으며 이것을 통하여 물을 자유자재로 사용할 수 있다.
- 낙혼진(落魂陣):두가지의 효과가 있는 진, 제단을 쌓은후 최혼등과 착혼등을 밝힌후 저주를 걸어 목표의 혼을 빼내 죽음으로 인도하는 저주술과, 흑색의 모래를 던져 맞은 상대의 혼백을 빼내는 술법이 그것이다.
- 한빙진(寒氷陣):야수들이 교합하는 자세를 본뜬 상하 이단의 빙산들로 이루어진 진으로, 소리에 감응하여 웅장한 소리와 함께 침입자를 으깨버린다.
- 홍사진(紅沙陣):진 안에는 사람과 땅과 하늘의 구분이 없는 함정이 있다 그외의 홍사의 목적은 불명.
- 지열진(地裂陣):깃발 하나만이 꽂혀 있지만, 지도와 천도가 바뀌어 있고 음양이 뒤집혀 있어서. 음의 기운이 양의 기운으로 되어 있기 때문에 침입자의 발소리에 감응, 번갯불로 태워 죽인다. 그리고 깃발을 흔들경우 발소리를 숨긴자라도 태워 죽여버린다.
- 천절진(天絶陣):진 안에 깃발 세개가 꽂혀있는 단순한 진. 단 내부의 공기가 청기로 이루어져 있어, 공간의 기가 어긋나 있기 때문에, 들어간자는 천기(하늘을 상징)가 감응을 해 감각을 잃게 하고, 두 번째로는 지기(땅을 상징)가 감응을 해 몸을 분해 시키며, 이 두가지를 버텨낸 자에게 술사가 인기(사람을 상징)을 흔들경우 벼락과 함께 침입자를 태워버린다.

## 같이 보기
- 봉신 365위 목록